# Grand Prix ISD
Le Grand Prix ISD est une course cycliste d'un jour disputée autour de Vinnytsia en Ukraine. Elle fait partie du calendrier de l'UCI Europe Tour en catégorie 1.2. L'épreuve est créée dans la continuité du Grand Prix de Donetsk et se déroule le même week-end que le Grand Prix de Vinnytsia.

## Palmarès
| Année | Vainqueur           | Deuxième           | Troisième       |
| ----- | ------------------- | ------------------ | --------------- |
| 2015  | Andriy Khripta      | Oleksandr Polivoda | Maksym Vasyliev |
| 2016  | Nurbolat Kulimbetov | Samir Jabrayilov   | Matvey Nikitin  |